# Euclidium
Euclidium là chi thực vật có hoa trong họ Cải.